# 東勢線
東勢線（とうせいせん）は、かつて存在した台湾鉄路管理局の鉄道路線。豊原駅大甲溪南岸より分岐後、東に向かって東勢駅に至る路線であった。廃線跡は自転車専用観光道路「東豊緑色走廊」となっている。

## 歴史
東勢線は1958年の六大建設の一つとして1958年3月14日に着工し、工期は9ヶ月を要して、その年の12月26日に最初に試運転列車を運行し、翌年1月12日に正式に運行を開始した。全線は4つの駅があり、その中の石岡駅は東勢線中唯一列車交換ができる駅で駅長と駅員が配置されていた。朴口駅および梅子駅は無人駅であった。その中で朴口駅と石岡駅間には有名な滝があり，列車は滝をまたぐ形で運転されていた。当初の建設目的は大雪山の製材場で製材された木材の運搬であったが、大雪山の森林資源が伐採により枯渇したためその目的が失われ、さらに道路運送との競争に敗れ1991年に廃線となった。

## 運行形態
列車は当初毎日客車列車8往復，客貨混合列車が2往復であった。運行を停止する直前は朝夕每日5往復，週末土曜日は帰郷する人たちのために2列車増設して7往復であった。

## 使用車輌
1. 1958年の開通式ではDT600形607号蒸気機関車が使用された
2. R20形ディーゼル機関車が4輛の普通車客車を牽引した
3. R20、S200、S300、S400形が各貨物列車を牽引した
4. 最後の列車運行はR20形のR50号が8輛の客車を牽引して行われた

## 駅一覧
| 駅名         | 駅番号 | 駅間 キロ | 累計 キロ | 等級 | 接続路線・備考    | 所在地 | 所在地 |
| ------------ | ------ | --------- | --------- | ---- | ----------------- | ------ | ------ |
| 豊原駅       | 144    | 0.0       | 0.0       | 一等 | 台中線接続        | 台中市 | 豊原区 |
| 豊原北（信） |        | 2.7       | 2.7       | 廃止 | 1966年7月20日開設 | 台中市 | 豊原区 |
| 朴口駅       |        | 0.7       | 3.4       | 廃止 | 1961年1月4日開業  | 台中市 | 豊原区 |
| 石岡駅       |        | 3.2       | 6.6       | 廃止 |                   | 台中市 | 石岡区 |
| 梅子駅       |        | 2.7       | 9.3       | 廃止 |                   | 台中市 | 東勢区 |
| 東勢駅       |        | 4.8       | 14.1      | 廃止 |                   | 台中市 | 東勢区 |